# 석암역
석암역(石巖驛)은 조선민주주의인민공화국 평안남도 평원군 석암리에 위치한 평의선의 철도역이다. 